# منتخب إندونيسيا لهوكي الجليد للرجال
منتخب إندونيسيا لهوكي الجليد للرجال هو ممثل إندونيسيا الرسمي في المنافسات الدولية في هوكي الجليد
.